# Grand Forks Air Force Base
Grand Forks AFB is een vliegbasis van de United States Air Force en plaats (census-designated place) in de Amerikaanse staat North Dakota, 26 km ten westen van het stadje Grand Forks, en valt bestuurlijk gezien onder Grand Forks County.
De Host Wing op de basis is de 319th Reconnaissance Wing (319 RW) toegewezen aan het Air Combat Command (ACC) die E/RQ-4B Global Hawk op afstand bestuurde vliegtuigen (RPA) bedient, in de rol van inlichtingen, bewaking en verkenning (ISR). Tijdens de Koude Oorlog was GFAFB een belangrijke installatie van het Strategic Air Command (SAC), met B-52 bommenwerpers, KC-135 tankers en Minuteman intercontinentale ballistische raketten.

## Demografie
Bij de volkstelling in 2000 werd het aantal inwoners vastgesteld op 4832.

## Geografie
Volgens het United States Census Bureau beslaat de plaats een oppervlakte van
21,2 km², geheel bestaande uit land.

## Plaatsen in de nabije omgeving
De onderstaande figuur toont nabijgelegen plaatsen in een straal van 24 km rond Grand Forks AFB.